# Ostatni don (miniserial)
Ostatni don – amerykański miniserial gangsterski z 1997 roku w reżyserii Graeme’a Clifforda.

## Obsada
- David Marciano – Giorgio
- Burt Young – Virginio Ballazzo
- Danny Aiello – Domenico Clericuzio
- Joe Mantegna – Pippi De Lena
- Kirstie Alley – Rose Marie Clericuzio
- Seymour Cassel – Alfred Gronevelt
- Rory Cochrane – Dante Clericuzio
- Jason Gedrick – Cross De Lena

## Fabuła
Ekranizacja powieści Mario Puzo Ostatni don. Film opowiada o 30 latach z działalności rodziny Clericuzio, zapoczątkowanej przez Dona Domenica. Jednak nastały czasy ciężkie i rodzina chyli się ku upadkowi.
Puzo przedstawia świat odwróconych wartości, w którym ludzie honoru to złodzieje, szanowani obywatele to łajdacy. I musi dojść między nimi do ostatecznego starcia.

## Nominacje
- Nominacja do nagrody Emmy za najlepszy miniserial, dla Kirstie Alley jako najlepszej aktorki drugoplanowej w miniserialu, dla Joe Mantegny jako najlepszego aktora drugoplanowego w miniserialiu (1997)